# Reggie Garrett
Reggie Garrett (21 de novembro de 1951) é um ex-jogador profissional de futebol americano estadunidense

## Carreira
Reggie Garrett foi campeão da temporada de 1975 da National Football League jogando pelo Pittsburgh Steelers.